# Sveti Luka
Sveti Luka (Antiohija, ? – Beocija, oko 84.), evanđelist, kršćanski svetac, autor Evanđelja po Luki i Djela apostolskih te po predaji autor prve ikone.

## Životopis

### Novozavjetni spisi
O Lukinom životu ima malo saznanja, a svi podaci dolaze iz kasnijih predaja. Spominje se Luku u Poslanici Filemonu 1,24, Poslanici Kološanima 4,14 i 2 poslanici Timoteju 4,11, pa se uglavnom za sigurno smatra da je bio učenik svetog Pavla Apostola.
Sekst Julije Afrikanac piše već oko 165. godine u djelu "Prefatio vel Argumentum Lucæ" da je sv. Luka bio neoženjen, da je u Ahaji napisao svoje Evanđelje i da je u dobi od 74 godine umro u Bitiniji (ili možda Boetiji, ako je kod prepisivanja toga djela došlo do greške). Sveti Jeronim (oko 342. – 420.) piše da su u njegovo doba tijelo svetog Luke nalazi u Konstantinopolu, gdje su prenesene 326. godine, za vladavine Konstantina I. Velikog.
Ono što se može zaključiti iz njegovih spisa jest da je vjerojatno bio podrijetlom iz sirijskog grada Antiohije (danas u jugoistočnoj Turskoj), te da se služio grčkim jezikom. Nije moguće točno zaključiti ni je li bio iz poganske obitelji ili iz židovske obitelji u kojoj se govorilo grčki.
Smatra se da je slijedio svetog Pavla na dijelu njegovih misijskih putovanja, točnije na njegovu drugom misijskom putovanju, od Troade do Filipa u Grčkoj. Postoji mogućnost, da je u Filipima ostao do 57. g. utvrđujući ondje Pavlovo misijsko djelo. U proljeće 58. g. prati sv. Pavla na njegovu povratku u Jeruzalem. U Djelima apostolskim je sačinjen dragocjeni dnevnik puta sv. Pavla u Rim, pa je moguće da je na tom putu bio pratitelj sv. Pavla. Prema podatcima iz Druge poslanice Timoteju, proizlazi da je Luka ostao u Rimu za vrijeme Pavlova prvoga rimskoga boravka u tamnici, a isto tako i za drugoga, kao jedini Pavlov učenik koji je tada bio ostao s njim.

### Kršćanska predaja
Kasnija predaja mnogo je bogatija podacima o sv. Luki, za koje se danas ne može naći sigurnu povijesnu potvrdu. Tako predaja kaže da je rođen u Antiohiji, te da je potjecao iz poganske, a ne židovske sredine. Nije vidio ni slijedio Isusa za njegova života na Zemlji. Bio je pratitelj i učenik svetoga Pavla što se iščitava iz Pavlovih poslanica te Djela apostolskih. Izučio je medicinu u Antiohiji i Tarzu. Obratio se na kršćanstvo. Na brodovima je radio kao liječnik. Misli se da je za boravka u Jeruzalemu Luka imao priliku susresti barem neke od onih žena koje su pratile Isusa, što ih on jedini od evanđelista spominje u svom evanđelju – u njegovom se Evanđelju tim ženama posvećuje više pažnje; tako je u njemu sadržan Marijin hvalospjev "Veliča" (Lk 1, 46-55), Zaharijin hvalospjev "Blagoslovljen" (Lk 1, 39-55) koji je morao biti zapisan prema Marijinom kazivanju, kao i Pozdravljenje Blažene Djevice Marije (Lk 1, 26-38). Prema jednoj predaji, umro je u dobi od 74 godine u Tebi u Grčkoj.

## Djela
- Evanđelje po Luki
- Djela apostolska

Stara predaja drži i da je sveti Luka naslikao prve ikone, te mnogi prikazi Bogorodice koji se danas časte u raznim svetištima pripadaju tradiciji koja je krenula od sv. Luke. Na Zapadu je među takvim ikonama poznata Carigradska Bogorodica koja je između 8. i 9. stoljeća prenijeta u Padovu, te se ondje do danas čuva u bazilici svete Justine. 
Među slike koje se pripisuju Luki pripada, primjerice, i slika Majke Milosti, koja je izložena u svetištu na Trsatu od 1367. godine. Franjo Glavinić 1648.godine piše da se smatra autorom slike sam sv. Luka, makar za to nema pravih dokaza. Neki ocjenjuju da stil slike zapravo dolazi iz kasnijeg vremena, vjerojatno iz 14. stoljeća. Vrijedi međutim znati da se ikone dosljedno "pišu" na način da se kao predložak koristi neka znatno starija ikona – do danas se vrlo obeshrabruje "izmišljanje" novih ikona o starim likovima i temama – te se ovakav tip prikaza Bogorodice s djetetom Kristom kakav je prikazan na slici iz Trsata do danas pripisuje baš sv. Luki; prvo djelo koje tada poznate prikaze Bogorodice pripisuju Luki evanđelistu je Rasprava o štovanju svetih ikona Andrije s Krete, iz VIII. stoljeća.

## Štovanje
Blagdan svetog Luke u Rimokatoličkoj Crkvi i u pravoslavnim crkvama je 18. listopada (kod onih istočnih crkva koje koriste julijanski kalendar, 18. listopada se danas poklapa s 31. danom listopada po novom, gregorijanskom kalendaru). 
Sveti Luka je zaštitnik liječnika, kirurga, umjetnika, slikara, kipara, pisara, zlatara, mesara, neoženjenih muškaraca, izrađivača stakla i čipke. 
Lukin grob časti se u Padovi u Italiji, u bazilici svete Justine, a njegove moći čuvaju se i u Dubrovniku ("noga sv. Luke") te u Jajcu ("prst sv. Luke").
1998. je provedeno istraživanje, koje je utvrdilo da glava koja se pripisuje sv. Luki i koja se stoljećima čuva u katedrali sv. Vida u Pragu odgovara tijelu koje se čuva u Opatiji sv. Justine u Padovi. Antropološka analiza pokazuje da je riječ o tijelu osobe koja je u trenutku smrti imala svakako više od 70 godina (prema tradiciji, sv. Luka je umro u dobi od 84 godine), koja je umrla u razdoblju između 72. i 412. godine poslije Krista i čiji DNA odgovara stanovnicima s područja sjevera Sirije, Krete i Grčke iz toga doba.

## Krivo atribuirane relikvije iz 10. stoljeća
U 15. stoljeću su iz Grčke preko Srbije (Smederevo, tadašnja prijestolnica Srbije) i Bosne (Jajce, tada prijestolnica Bosne) došle u Veneciju druge relikvije – skoro čitavo tijelo pripisano sv. Luki Evanđelistu. Izgleda da je od tih relikvija jedno stopalo završilo u manastiru u Kosijerovu na sjeveru Crne Gore, u Dubrovniku su od relikvija koje su se čuvale u tadašnjoj bosanskoj prijestolnici Jajcu završili relikvijar u vidu noge do koljena i manji relikvijar za prst (koji se danas opet nalazi u Jajcu).
1980.-ih godina je u komunikaciji između Katoličke Crkve i Grčke Pravoslavne Crkve ustanovljeno da posrijedi ipak nisu bile relikvije sv. Luke Evanđelista - nego kosti sv. Luke Hosiosa, grčkog monaha iz 10. stoljeća; te su relikvije 1986. godine iz Venecije vraćene u Grčku.
Rebecca West piše u svojem putopisu iz 1941. god. da su franjevci iz Jajca bježeći pred Turcima odselili u Veneciju s moćima svetog Luke evanđelista, koje im je poklonila kćer srpskog despota Đurđa Brankovića, koji da ih je pak otkupio od Turaka za 30.000 dukata. U Veneciji su se suočili s problemom (kako je R. West netko ispripovijedao dok je putovala Kraljevinom Jugoslavijom) da su benediktinci iz obližnje Padove već čuvali moći sv. Luke – čitavo tijelo osim glave; naposljetku franjevci nisu uspjeli u dokazivanju autentičnosti svojih relikvija.
Vinicije B. Lupis na temelju zapisa iz 18. stoljeća potvrđuje pripovijest o moćima sv. Luke koji su pred samo osmansko osvajanje 1463. god. otpravljene iz prijestolnice Bosne Jajca (Turci su te godine Jajce osvojili i držali ga 3 mjeseca, da bi ga potom zauzela hrvatsko-ugarska vojska, koji će ga nastaviti braniti do 1528. god.), te potom završile u Veneciji. O tom odnošenju relikvija u Veneciju i crkvenom suđenju o autentičnosti Lupis ne nalazi dobrog traga, ali papinska bula iz 1461. god. govori o o "relikvijama sv. Luke" (ne navodi se kakvima) koje se po mišljenju naroda čuvaju u Jajcu. U Dubrovnik se 1463. god. pred Turcima bila sklonila bosanska kraljica Katarina Vukčić-Kosača te je vjerojatno da su s njom došle te relikvije; inventar riznice iz 1721. potvrđuje da se u riznici dubrovačke katedrale nalazi relikvijar u obliku noge do koljena (taj je izrađen u gotičkom stilu s kraja 14. ili početka 15. stoljeća), te jedan manji relikvijar (izrađen sredinom 16. stoljeća) s prstom, na kojima natpisi upućuju da je riječ o relikvijama sv. Luke evanđelista. Lupis prema djelu Ćire Truhelke iz 1904. god. prenosi predaju o putu relikvija iz Carigrada odakle da su ga križari poslije osvajanja 1204. god. prenijeli na grčki otok Kefaloniju, odakle ih je pak despot Srpske Despotovine Đurađ Branković u 15. stoljeću otkupio od Turaka koji su nakon osvajanja Epirske Despotovine bili ovladali i tim otokom – i potom ih poslao za svojom kćerkom Jelenom-Marom Branković koja se 1459. godine bila udala u bosansku kraljevsku kuću. Lupis ne može potvrditi priču da se u Jajcu nalazilo cijelo tijelo sv. Luke, a u pogledu relikvijara u obliku noge koji se čuva u Dubrovniku, ne utvrđuje nalazi li se u njemu cijela noga ili ipak samo neki manji dio relikvija.
Danica Popović piše da su u pregovorima s Turcima koji su potrajali 5 godina sudjelovali srpski monasi s Atosa u Grčkoj, te da je posredovala kćer despota Đurđa Brankovića, Mara – koja je bila udana za sultana Murata II. Srbi su bili posve sigurni da su iz Epira pod turskom vlašću otkupili relikvije sv. Luke Evanđelista, te su ih 1453. god. u čitavoj Srbiji i naposljetku u prijestolnici Smederevu dočekali s najvećim slavljem. Premda su relikvije – ili barem njihov najveći dio – ubrzo završile u bosanskom Jajcu i potom u Veneciji, u Smederevu se od tada pa sve do danas štuje sv. Luku Evanđelistu kao zaštitnika grada; a Srbija održava pamćenje o vremenu kraja svoje srednjovjekovne državnosti sjećajući se dojmljivih ceremonija u kojima su uz široke narodne slojeve i crkvene velikodostojnike sudjelovali i zadnji pripadnici srednjevjekovnog srpskog plemstva.
Enrico Morini u pogledu većeg dijela tijela koji se pripisuje sv. Luki i koji se našao u crkvi sv. Joba ("San Giobbe di Canareggio") u Veneciji u "konkurenciji" s tijelom koje se čuva u Padovi konzultira zapise iz davnog crkvenog spora iz 15. stoljeća – koji potvrđuju da je srpski despot Đurađ Branković otkupio od Turaka relikvije pripisane sv. Luki Evanđelistu nakon što su oni ranije u tom stoljeću bili osvojili otok Kefaloniju (valja imati na umu da su Turci osvojili Epirsku Despotovinu na zapadu današnje Grčke, kojom je u to zadnje vrijeme bila bila vladala talijanska dinastija Tocco; ona je u Grčkoj u to doba u svojstvu vazala Kraljevine Sicilije držala Palatinsku Grofoviju Kefalonija i Zakintos; odatle su svoju vlast bili prije konačnog turskog osvajanja proširili na obližnji Epir, formalno kao vazali – despoti – bizantskog cara). U venecijanskoj crkvi sv. Joba čuvane su te relikvije potom do 1986. godine. Važan argument u suđenju je bio, da je riječ o kostima za koje je nesumnjivo da su ih grčki pravoslavci stoljećima štovali kao relikvije sv. Luke: Venecijanci su bili u prilici da dobro poznaje grčke prilike, jer je njihova Republika već dugo imala znatne posjede na grčkim otocima i stoljećima je održavala odnose s grčkim pravoslavcima.
1986. god. su naposljetku katoličke crkvene vlasti iz Venecije su preostale relikvije (većina tijela, bez jedne noge)  predale delegaciji grčkih pravoslavaca, koji su s uspjehom prezentirali da je riječ o ostacima jednog drugog svetog Luke – osnivača manastira Steirion u Fokidi (dosta daleko od Kefalonije, koja se u spisima s crkvenog suđenja u Veneciji spominje kao mjesto čuvanja relikvija, ali ipak na izlazu iz Korintskog zaljeva, uz koji se proteže Fokida), koji je umro 953. godine.
Te relikvije se danas čuvaju u manastiru Hosios Loukas u selu Steiri (tj. ondje, gdje je sv. Luka Hosios osnovao manastir), eparhija Teba i Livadeia; grčki pravoslavci danas opisuju da je u 15. stoljeću zacijelo došlo do zabune, jer je sv. Luka iz 10. stoljeća bio pokopan u Tebi, gdje se smatra da je stoljećima ranije umro i sv. Luka Evanđelist. U svakom slučaju, glavna crkva u manastiru Hosios Loukas – danas jedan od najljepših očuvanih primjera bizantske arhitekture – je sagrađena ubrzo nakon smrti monaha sv. Luke Kreposnog ("hosios"), i baš s namjenom da se u kripti čuva njegovo tijelo kojem su grčki kršćani naveliko hodočastili.

## Vanjske poveznice
Ostali projekti
|  | Zajednički poslužitelj ima još gradiva o temi Sveti Luka |

Mrežna mjesta
- Sveti Luka  Arhivirana inačica izvorne stranice od 19. listopada 2017. (Wayback Machine), sveci.net